# Frédéric Schlick
Frédéric Schlick (* 1935 in Strassburg; † 14. Dezember 2006) war ein französischer Akkordeonist des Gypsy-Jazz.

## Leben
Schlick, der im Elsass lebte, lernte im Alter von acht Jahren Akkordeon. Als Jugendlicher spielte er in einer Band und war auch als Amateur weiterhin bis 1980 aktiv. Geprägt von Art Van Damme, mit dem er 1997 spielte, begann er seine musikalische Karriere erst am Rande des Rentenalters. Er arbeitete vor allem mit Musikern aus dem Elsass, etwa mit Franck Wolff oder Biréli Lagrène, aber auch mit Armin Heitz oder André Ceccarelli und spielte zwölf Alben unter seinem Namen ein. In Deutschland trat er vor allem mit Wedeli Köhler, Pouro Sinto, Ferry Baierl oder Joe Bawelino, aber auch im Ensemble von Romeo Franz auf. Er starb nach einem Krebsleiden.

## Diskographische Hinweise
- Art for Art (2000, mit Armin Heitz)
- New Day's Horizon (2003, mit Ekaterina Nikolova, Jim Grandcamp, Davide Petrocca, Didier Hoffmann)
- New Accordeon (2004)